# Papua
Brittiska Nya Guinea (engelska: British New Guinea) var från 1884 en brittisk koloni och del av Brittiska imperiet. Det utgjordes av den sydöstra delen av ön Nya Guinea samt angränsande mindre öar. Territoriet övergick 1906 i australiensisk förvaltning under namnet Papua (engelska: Papua Territory).
Efter första världskriget integrerades 1921 även det angränsande Tyska Nya Guinea i det australiensiska förvaltningsområdet. De båda områdena administrerades tillsammans men som separata enheter (se vidare Nya Guinea-territoriet). 1949 slogs dock de båda områdena samman till ett gemensamt förvaltarskap benämnt Territory of Papua and New Guinea. Detta sistnämnda territorium gavs 1975 självständighet under namnet Papua Nya Guinea.

## Historia

### Bakgrund
Utöver enstaka europeiska bosättningar vid kusten var Nya Guinea utanför europeisk kolonialisation, ända fram till slutet av 1800-talet. Området befolkades då av papuaner samt i många kustområden av melanesier.
Bildandet av Brittiska Nya Guinea kom 1884, efter att Tyska riket i februari året innan offentliggjort sina intentioner till att annektera hela den östra delen av ön Nya Guinea. Detta ledde till en australisk och brittisk oro för tysk närvaro inte långt ifrån det australiensiska fastlandet (Kap York ligger endast 15 mil söder om Nya Guinea).
Queenslands koloniala styre delade dessa farhågor och lät i mars 1883 låta annektera hela den östra delen av Nya Guinea (den västra delen var redan integrerad i Nederländska Ostindien). Detta lokala initiativ underkändes dock av Lord Derby, den ansvarige ministerna för imperiets kolonier.

### Bildande, australiskt övertagande
Därefter såg Tyskland sig fria att agera, och de annekterade 1884 både den nordöstra delen av ön (nu benämnt Kaiser Wilhelmsland) och Bismarckarkipelagen. Detta tvingade Storbritannien att agera, och de utropade den sydöstra delen av ön som Brittiska Nya Guinea. Detta protektorat skulle också tjäna som en buffertzon mellan tyskarna i norr och den för britterna och Australien viktiga seglingsleden genom Torres sund.
Administrationen av det nybildade protektoratet delades inledningsvis mellan Storbritannien och dess kolonier i Queensland, New South Wales och Victoria. 1906 övergick kontrollen till det då nybildade Commonwealth of Australia (den i praktiken självständiga staten Australien). Samtidigt gavs protektoratet det nya namnet Australian Territory of Papua.

### Fördubbling av territoriet
Under första världskriget ockuperade australiensiska trupper Tyska Nya Guinea, i syfte att förhindra territoriet att fungera som en tysk örlogsbas. Efter krigsslutet gav Nationernas förbund båda områdena till Australien som protektorat, dock med separat administration och territoriella status.
Territoriernas separata identitet avslutades 1949, då den så kallade Papua and New Guinea Act inlemmade båda områdena under en jurisdiktion. Centrum för administrationen placerades då i Port Moresby, i den sydöstra delen av territoriet.

### Väg mot självständighet
Under 1960-talet fortsatte diskussionerna om områdets framtida status, både på australiensisk och lokalt nyguineansk nivå. Kolonialstyret och dess skilda behandling av de papuanska, melanesiska och europeiska bosättarna kom under kritik, vid en tid då olika europeiska kolonialimperier monterades ner i bland annat Afrika och Asien. 1973 gavs Papua lokalt självstyre, och två år senare fick området full självständighet under namnet Papua Nya Guinea.